# Casa de las Sierpes
La Casa de las Sierpes es una casona colonial ubicada en la ciudad del Cusco, Perú. Durante la colonia fue residencia del conquistador Mansio Sierra de Leguizamo, primera sede del Colegio San Francisco de Borja y sede del Beaterio de las Nazarenas. Se encuentra en la Plazoleta de las Nazarenas a trescientos metros de la Plaza de Armas. Actualmente está ocupado desde 2011 por el Belmond Hotel Palacio Nazarenas de la cadena hotelera bermudeña Belmond Ltd. En el año 2017, este hotel fue incluido por el portal TripAdvisor dentro de los 25 mejores hoteles del mundo siendo el único hotel peruano considerado en dicha lista.
Desde 1972 el inmueble forma parte de la Zona Monumental del Cusco declarada como Monumento Histórico del Perú. Asimismo, en 1983 al ser parte del casco histórico de la ciudad del Cusco, forma parte de la zona central declarada por la UNESCO como Patrimonio Cultural de la Humanidad.

## Historia
En el solar donde actualmente se levanta la casa de las Sierpes, se ubicó, durante el incanato el Yachaywasi, escuela incaica. Aún se destaca en el inmueble los muros incaicos con serpientes en alto relieve. Tras la conquista de la ciudad y su fundación española, se produjo el reparto de solares entre los conquistadores. El solar correspondió al soldado español Mansio Sierra de Leguízamo por lo que el inmueble tomó su nombre y pasó a ser conocido como Casa Leguizamón.Luego de Leguizamo, la casa perteneció a Gerónimo Espinoza Castilla y posteriormente, al capitán Jerónimo de Villegas cuya esposa María Calderón quien era comadre de Francisco de Carvajal. Este, según tradiciones cusqueñas, la hizo ahorcar en el mismo inmueble, colgándola de la ventana que existe en la esquina de la calle Pumacurco con la Calle Siete Culebras y que hoy se encuentra tapiada.
Luego de las guerras civiles entre los conquistadores, el virrey Pedro de la Gasca realizó un nuevo reparto de encomiendas y solares otorgando este solar al capitán Pedro Bernardo de Quiroz quien fuera luego nombrado como corregidor de Yucay. En 1607, la casa fue rematada en virtud de hipotecas impagas constituidas por Quiroz a favor de la Compañía de Jesús y adquirido por Antonio Raya Sambrana, regidor de la ciudad del Cusco, por 11,600 pesos. En 1632 la casa fue nuevamente rematada por las deudas de su último propietario y adquirida por el Almirante Francisco Alderete Maldonado quien, además fue propietario de la Casa del Almirante ubicada a 200 metros hacia la Plaza de Armas. Alderete Maldonado la vendió en enero de 1633 a favor de su cuñado Francisco Maldonado de Anaya. En 1644, los hijos de Maldonado de Anaya vendieron la casa al padre jesuita Juan de Oré, rector del Colegio Real de hijos de caciques del Cuscoa cargo de los jesuitas. El Colegio San Francisco de Borja funcionó en esta casa desde 1644 hasta 1673. 
Tras la mudanza del colegio a su local definitivo, la casa fue vendida en 1673 a favor del Hospital de los Señores Sacerdotes del Dulcísimo Nombre de María quienes, en 1682, lo transfirieron al Beaterio de San Blas quienes fueron desposeídos por el rector del colegio que, en 1687, volvió a vender la propiedad a Juan Laso de la Vega. En 1726, la casa fue vendida a Antonio Cornel de Castilla y sus herederos lo vendieron en 1745 a favor de señor obispo Pedro Morcillo Rubio de Auñón quien lo otorgó a favor de las beatas de Jesús Nazareno. En 1698 se había fundado en Cusco el Beaterio de las Nazarenas Descalzas quienes se instalaron primero en unas casas del barrio de san Blas. Luego se trasladaron al barrio de Limacpampa (1713) y finalmente, el 10 de diciembre de 1715, se realizó una segunda fundación disponiendo que el beaterio se estableciera en la aún denominadada Casa Leguizamón. Los trabajos de remodelación del inmueble duraron hasta 1747 con lo que recién el 13 de agosto de 1757 el beaterio tomó posesión del inmueble. En 1760, el beaterio es erigido en monasterio. La instalación del beaterio motivó el cambio de nombre de la plazoleta que, hasta ese momento, se llamaba "Santa Clara la vieja" y pasó a ser conocida como "de las Nazarenas", nombre que mantiene hasta hoy. El monasterio funcionó en dicho local hasta fines del siglo XX. 
En 1963 el papa Juan XXIII autoriza que las religiosas nazarenas del Cusco se unen a la congregación de las Carmelitas Descalzas Misioneras. En 1977, esta congregación firmó un convenio con COPESCO por el cual le arrendó la parte antigua del inmueble para servir como sede de sus oficinas por 8 años. COPESCO ocupó dicho local hasta el 13 de diciembre de 1996 cuando lo devolvieron a la congregación. En el año 2007, la congregación suscribió una concesión con la cadena hotelera Orient Express Ltd. para la administración de un hotel en el solar. La remodelación del edificio demoró 3 años, la concesión a la cadena es por el plazo de 30 años.

## Hotel
El año 2008 la cadena hotelera Orient Express Ltd. (hoy Belmond Ltd.) inició los trabajos de remodelación del inmueble para ser usado como hotel. Estos trabajos culminaron el año 2011 con la apertura del hotel 'Palacio Nazarenas. El hotel es constantemente reconocido como el mejor del Perú y uno de los mejores a nivel mundial.

## Portada
La casa lleva el nombre de las Sierpes por las figuras de serpientes talladas en alto relieve en los muros incas que forman parte de la misma. Adicionalmente, en su portada se encuentran talladas en el dintel dos sirenas que escoltan un escudo y que está coronada por un campanario. Este campanario fue destruido en el Terremoto de 1950. Fue el capitán Pedro Bernardo de Quiroz quien, tras su travesía por Chile, mandó tallar en la puerta de su casa las dos figuras de sirenas con cabeza de lobos marinos, hembra y macho. Las sirenas sostienen su escudo en el que se pueden apreciar sus iniciales (PQB), en la parte superior una corona real y en la parte inferior una calavera. A partir de esta construcción, la casa fue conocida como Casa de las Sierpes.

### Libros y publicaciones
- Amado Gonzales, Donato (2003). «De la casa señorial al beaterio Nazarenas». Revista Andina (36). Archivado desde el original el 9 de diciembre de 2019. Consultado el 12 de septiembre de 2019.
- Angles Vargas, Víctor (1983). Historia del Cusco Colonial Tomo II Libro segundo. Lima: Industrialgrafica .S.A.
- Angles Vargas, Víctor (1988). Historia del Cusco Incaico Tomo I. Lima: Industrialgráfica S.A.
- Kubler, George (1953). «Cuzco Reconstrucción de la ciudad y restauración de sus monumentos Informe de la misión enviada por la Unesco en 1951». UNESCO. Consultado el 26 de agosto de 2019.

- Datos: Q67897873
- Multimedia: Monasterio de las Nazarenas / Q67897873